# Ville-Saint-Jacques
Ville-Saint-Jacques è un comune francese di 738 abitanti situato nel dipartimento di Senna e Marna nella regione dell'Île-de-France.

## Società

### Evoluzione demografica
Abitanti censiti